# Philip Fotheringham-Parker
Philip Fotheringham-Parker, britanski dirkač Formule 1, * 22. september 1907, Beckenham, Kent, Anglija, Združeno kraljestvo, † 15. oktober 1981, Beckley, East Sussex.

## Življenjepis
V svoji karieri je nastopil le na domači dirki za Veliko nagrado Velike Britanije v sezoni 1951, kjer je z dirkalnikom Maserati 4CL lastnega privatnega moštva odstopil v šestinštiridesetem krogu zaradi puščanja olja. Umrl je leta 1981.

## Popolni rezultati Formule 1
(legenda) (odebeljene dirke pomenijo najboljši štartni položaj, poševne pa najhitrejši krog, †-uvrščen kljub odstopu)
| 1951 | P. Fotheringham-Parker | ŠVI | 500 | BEL | FRA | VB Ret | NEM | ITA | ŠPA | - | 0 |